# 安比加布尔
安比加布尔（Ambikapur），是印度切蒂斯格尔邦苏尔古贾县的一个城镇。总人口65999（2001年）。

## 人口
该地2001年总人口65999人，其中男性34723人，女性31276人；0—6岁人口8601人，其中男4656人，女3945人；识字率75.71%，其中男性为80.74%，女性为70.13%。